# Danh sách bản giao hưởng của Wolfgang Amadeus Mozart
Dưới đây là danh sách các bản giao hưởng của nhà soạn nhạc thiên tài người Áo Wolfgang Amadeus Mozart:
| Số thứ tự                            | Cung nhạc       | Số được ghi trong Danh sách Köchel | Năm sáng tác |
| ------------------------------------ | --------------- | ---------------------------------- | ------------ |
| 1                                    | Mi giáng trưởng | K. 16                              | 1764         |
| 2                                    | Si giáng trưởng | K.17                               | 1765?        |
| 3                                    | Mi giáng trưởng | K.18                               | 1767         |
| 4                                    | Rê trưởng       | K.19                               | 1765         |
| 5 "The Hague"                        | Si giáng trưởng | K.22                               | 1765         |
| 6                                    | Fa trưởng       | K.43                               | 1767         |
| 7                                    | Rê trưởng       | K.45                               | 1768         |
| 8                                    | Rê trưởng       | K. 48                              | 1768         |
| 9                                    | Đô trưởng       | K. 75/75a                          | 1769-1770    |
| 10                                   | Son trưởng      | K.74                               | 1770         |
| 11                                   | Rê trưởng       | K. 84/73q                          | 1770         |
| 12                                   | Son trưởng      | K. 110/75b                         | 1771         |
| 13                                   | Fa trưởng       | K. 112                             | 1771         |
| 14                                   | La trưởng       | K. 114                             | 1771         |
| 15                                   | Son trưởng      | K. 124                             | 1772         |
| 16                                   | Đô trưởng       | K. 128                             | 1772         |
| 17                                   | Son trưởng      | K. 129                             | 1772         |
| 18                                   | Fa trưởng       | K. 130                             | 1772         |
| 19                                   | Mi giáng trưởng | K. 132                             | 1772         |
| 20                                   | Rê trưởng       | K. 133                             | 1772         |
| 21                                   | La trưởng       | K. 134                             | 1772         |
| 22                                   | Đô trưởng       | K. 162                             | 1773         |
| 23                                   | Rê trưởng       | K. 181/162b                        | 1773         |
| 24                                   | Si giáng trưởng | K. 182/173dA                       | 1773         |
| 25 "Son thứ nhỏ"                     | Son thứ         | K. 183/173 dB                      | 1773         |
| 26                                   | Mi giáng trưởng | K. 184/161a                        | 1773         |
| 27                                   | Son trưởng      | K. 199/161b                        | 1773         |
| 28                                   | Đô trưởng       | K. 200/189k                        | 1774         |
| 29                                   | La trưởng       | K. 201/186a                        | 1774         |
| 30                                   | Rê trưởng       | K. 202/186b                        | 1774         |
| 31 "Paris"                           | Rê trưởng       | K. 297/300a                        | 1778         |
| 32 "Overture" theo phong cách Ý"     | Son trưởng      | K. 318                             | 1779         |
| 33                                   | Si giáng trưởng | K. 319                             | 1779         |
| 34                                   | Đô trưởng       | K. 338                             | 1780         |
| 35 "Haffner"                         | Rê trưởng       | K. 385                             | 1872         |
| 36 "Linz"                            | Đô trưởng       | K. 425                             | 1783         |
| 37                                   | Son trưởng      | K. 444/425a                        | 1783         |
| 38 "Prague"                          | Rê trưởng       | K. 504                             | 1786         |
| 39                                   | Mi giáng trưởng | K. 543                             | 1788         |
| 40 "Bản giao hưởng cung Son thứ lớn" | Son thứ         | K. 550                             | 1788         |
| 41 "Jupiter"                         | Đô trưởng       | K. 551                             | 1788         |